# Pavle Savić
Pavle Savić (en serbe cyrillique : Павле Савић, 10 janvier 1909 - 30 mai 1994) est un physicien et chimiste serbe.

## Biographie
Né à Thessalonique, Pavle Savić obtient un diplôme en chimie physique de l'université de Belgrade en 1932. En 1939, il reçoit une bourse d'études de six mois du gouvernement français pour étudier à l'Institut du radium ; au lieu de six mois, Savić reste quatre ans en France. En 1937 et 1938, il travaille avec Irène et Frédéric Joliot-Curie sur la recherche de l'action des neutrons sur les éléments lourds. C'était une étape importante dans la découverte de la fission nucléaire. Avec Irène Joliot-Curie, Savić est nommé pour le prix Nobel de physique.
Quand la Seconde Guerre mondiale commence, Savić quitte la France et revient en Yougoslavie pour se battre en tant que partisan contre l'Occupation allemande.
Après la guerre, il est l'un des premiers promoteurs de l'idée de construire l'Institut des sciences nucléaires de Vinča à Vinča. Il est le directeur de l'Institut de Vinča (appelé à cette époque « INS Boris Kidrič ») de 1960 à 1961. En 1966, il retourne à son poste à l'université de Belgrade, Faculté de mathématiques et des sciences naturelles, Département de chimie physique et Département de physique (maintenant Faculté de physique).
Il est président de l'Académie serbe des sciences et des arts de 1971 à 1981.
En 1987, il est impliqué dans le scandale de Vojko i Savle, quand il est ridiculisé, aux côtés de Gojko Nikoliš, dans un article diffamatoire non signé dans le journal Politika.
Il est actif jusqu'à ses derniers jours. Il publie son dernier article scientifique quelques mois avant sa mort, à l'âge de 85 ans, à Belgrade.